# Calhoun (Illinois)
Calhoun é uma vila localizada no estado americano de Illinois, no Condado de Richland.

## Demografia
Segundo o censo americano de 2000, a sua população era de 222 habitantes. 
Em 2006, foi estimada uma população de 217, um decréscimo de 5 (-2.3%).

## Geografia
De acordo com o United States Census Bureau tem uma área de 
2,7 km², dos quais 2,7 km² cobertos por terra e 0,0 km² cobertos por água.

## Localidades na vizinhança
O diagrama seguinte representa as localidades num raio de 20 km ao redor de Calhoun. 